# Сомово (Троснянский район)
Сомово — деревня в Троснянском районе Орловской области. Входит в состав Троснянского сельского поселения. Население — 222 чел. (2010).

## География
Сомово находится в юго-восточной части области на Среднерусской возвышенности.
Часовой пояс
деревня Сомово, как и вся Орловская область, находится в часовой зоне МСК (московское время). Смещение применяемого времени относительно UTC составляет +3:00.

## Население
| 2002 | 2010 |
| ---- | ---- |
| 283  | ↘222 |

Национальный состав
Согласно результатам переписи 2002 года, в национальной структуре населения русские составляли 95 % от общей численности населения в  283 жителей